# Huile de noisette

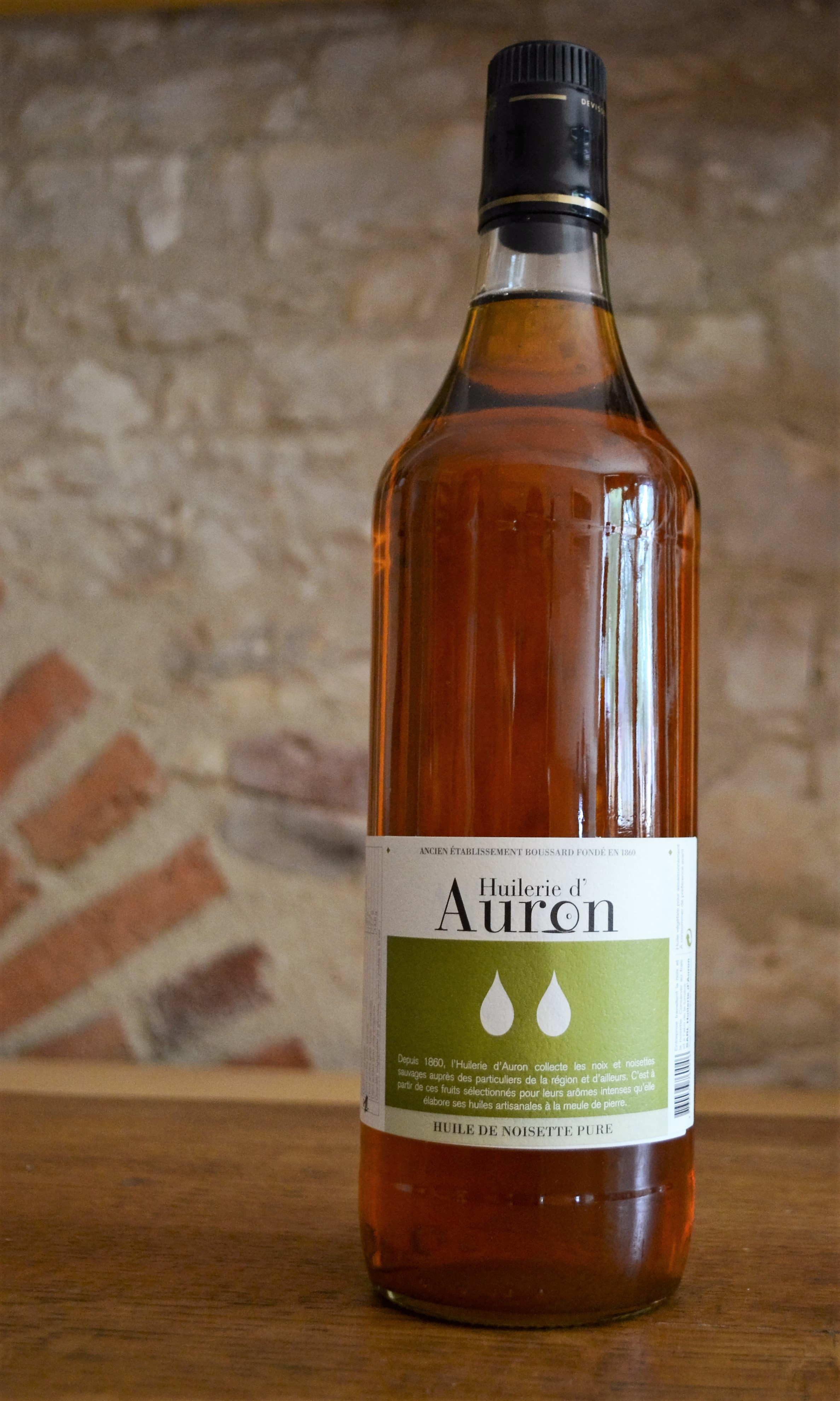
Une bouteille de huile de noisette

L'huile de noisette est une huile végétale alimentaire extraite de la graine de la noisette.

## Composition
Ordre de grandeur des principaux composants de l'huile de noisette
| Composé                                 | Famille d'acide gras | Teneur pour 100g |
| --------------------------------------- | -------------------- | ---------------- |
| Acide palmitique (saturé)               |                      | 5 g              |
| Acide stéarique (saturé)                |                      | 2,5 g            |
| Acide oléique (mono-insaturé)           | ω-9                  | 80 g             |
| Acide palmitoléique (mono-insaturé)     | ω-7                  | 0,5 g            |
| Acide linoléique (poly-insaturé)        | ω-6                  | 10 g             |
| Acide alpha-linolénique (poly-insaturé) | ω-3                  | 0,2 g            |
| Acide arachidique (saturé)              |                      | 0,2 g            |
| Acide 11-eicosénoïque (poly-insaturé)   | ω-9                  | 0,1 g            |

## Caractéristiques
L'huile de noisette est riche en acides gras insaturés (environ 80 % des acides gras).

## Propriétés
Cette huile a de nombreuses propriétés elle s'utilise bien en cuisine et en cosmétique, en tant qu'aide aux convalescents et aux enfants en pleine croissance, contribue à abaisser la tension artérielle, à combattre la frigidité et l'impuissance, possède des propriétés vermifuge et antianémique[réf. nécessaire]. En application sur la peau, l'huile de noisette atténue fortement les rougeurs et les irritations cutanées (acné, furoncle, psoriasis…).

## Utilisation cosmétique
L'huile de noisette convient pour le visage et le corps : 
- Dans les massages et les soins corporels.
- Mélangée avec d'autres huiles végétales.
- Comme base pour les huiles essentielles.
- Lors de l'élaboration de produit « fait maison » pour des soins de beauté.
- C'est une excellente huile pour les massages, puisqu'elle laisse la peau douce et sans aucun film gras.
- Elle convient particulièrement aux peaux grasses et à tendance acnéique, puisqu'elle régularise l'excès de sébum.
- Appliquée sur le visage quotidiennement, l'huile de noisette a pour effet de resserrer les pores et de combattre les points noirs. Elle apaise et protège les peaux sèches et sensibles, tout en les hydratant.
- Elle peut parfaitement remplacer une crème de jour.

## Utilisations culinaires
L'huile de noisette destinée à l'assaisonnement est idéale sur des salades croquantes et tendres ou sur des salades de crudités.
Elle convient très bien pour parfumer une viande blanche ou une volaille après cuisson, et apportera même une saveur incomparable à certaines pâtisseries (sablés, visitandines, gâteau au yaourt…).